# 인류 조어
인류 조어(proto-human language) 또는 세계 조어(proto-world language)는 세계의 모든 언어들의 직접적인 공통 선조가 되는 것으로 가정되는, 가설상의 조상언어이다. 이 개념에서는 언어의 기원에 관해, 모든 자연 언어가 하나의 특정한 조상언어에서 갈라져 나온 것으로 보며, 피진이나 크리올어, 일부 수화어에서 확인된 것처럼 독자적으로 창발한 것이 아니라고 본다. 여러 연구자들은 그 연대가 대략 중기 구석기 시대 후반이나 후기 구석기 시대 초반으로 거슬러 올라간다고 추정한다. 그러나 현대에 많은 역사언어학자들은 이를 받아들이지 않거나 부정하고 있다.

## 특징
존 벵츤(John Bengtson)과 메리트 룰렌(Merritt Ruhlen)은 몇가지 어휘가 세계의 거의 모든 어족에 공통적으로 남아있어 그 흔적을 추적할 수 있다고 주장하며, 이를 "전지구적 어원"(global etymologies)라고 표현한다. 룰렌의 1994년 저술에서는 다음과 같은 어휘를 나열하고 있다.
- ku = '누구'
- ma = '무엇'
- pal = '둘'
- akwa = '물'
- tik = '손가락'
- kanV = '팔'
- boko = '팔'
- buŋku = '무릎'
- sum = '털'
- putV = '여성 성기'
- čuna = '코, 냄새'

또한 머리 겔만과 메리트 룰렌은 세계 조어가 SOV 어순을 가지고 있었을 것이라고 주장하였다.

## 같이 보기
- 언어의 기원
- 조상언어
- 노스트라트어족
- 바벨탑
- 보편문법